# الجوبلة (حبيش)

تعديل مصدري - تعديل

الجوبلة محلة تابعة لقرية هجار، التابعة لعزلة بني الضاحتين بمديرية حبيش إحدى مديريات محافظة إب في الجمهورية اليمنية، بلغ تعداد سكانها 313 حسب تعداد اليمن لعام 2004.